# Émile Bernard
Émile Bernard (28. dubna 1868 Lille – 16. dubna 1941 Paříž) byl francouzský malíř, představitel neoimpresionismu. Byl i teoretikem umění a spisovatelem.

## Dílo
Obrazy
- 1887: Pot de grès et pommes, Paříž, Musée d'Orsay
- 1888: Madeleine au bois d'amour, Paříž, Musée d'Orsay
- 1889: Bretonneries, Mannheim, Museum
- 1889: Nus dans un paysage, Valenciennes, Musée des Beaux-Arts
- 1894: Crucifixion, Brémy, Kunsthalle
- 1892: Bretonnes aux ombrelles, Paříž, Musée d'Orsay
- 1901: Autoportrait, Lille, Palais des Beaux-Arts

Literatura
- Propos sur l'art (I), ISBN 2-84049-031-5
- Propos sur l'art (II), ISBN 2-84049-029-3
- L'Esclave nue, Román
- La Danseuse persane, Román
- Le Parnasse oriental